# Вахнівська сільська рада
| Вахні́вська сільська́ ра́да — колишній орган місцевого самоврядування у Липовецькому районі Вінницької області з адміністративним центром у c. Вахнівка. Нині Вахнівський старостинський округ Турбівської селищної ради. Сільській раді підпорядковані населені пункти: - c. Вахнівка - с. Журава |

## Склад ради
Рада складається з 16 депутатів та голови.

## Керівний склад сільської ради
| ПІБ                     | Основні відомості                                                    | Дата обрання | Дата звільнення |
| ----------------------- | -------------------------------------------------------------------- | ------------ | --------------- |
| Нагорна Ганна Федотівна | Сільський голова, 1954 року народження, освіта, член народної партії | 26.03.2006   | 31.10.2010      |
| Нагорна Ганна Федотівна | Сільський голова, 1954 року народження, освіта середня спеціальна    | 31.10.2010   |                 |

Примітка: таблиця складена за даними джерела